# Las Rozas Black Demons 2020
Questa voce raccoglie le informazioni riguardanti i Las Rozas Black Demons nelle competizioni ufficiali della stagione 2020.

## Maschile

### LNFA Serie A 2020

#### Stagione regolare
| 11 gennaio 2020, ore 17:00 1ª giornata | Murcia Cobras | 7 – 21 referto | Las Rozas Black Demons |  |

| 1º febbraio 2020, ore 17:00 3ª giornata | Camioneros de Coslada | 6 – 14 referto | Las Rozas Black Demons |  |

| 9 febbraio 2020, ore 12:00 4ª giornata | Mallorca Voltors | 38 – 39 referto | Las Rozas Black Demons |  |

| 23 febbraio 2020, ore 12:00 5ª giornata | Fuengirola Potros | 19 – 55 referto | Las Rozas Black Demons |  |

| 29 febbraio 2020, ore 18:00 6ª giornata | Las Rozas Black Demons | 28 – 0 referto | Murcia Cobras |  |

| 22 marzo 2020, ore 12:00 8ª giornata | Las Rozas Black Demons | – referto | Camioneros de Coslada |  |

| 4 aprile 2020, ore 17:00 9ª giornata | Las Rozas Black Demons | – referto | Mallorca Voltors |  |

| 18 aprile 2020, ore 17:00 10ª giornata | Las Rozas Black Demons | – referto | Fuengirola Potros |  |

### Statistiche di squadra
| Competizione           | %Vittorie | In casa | In casa | In casa | In casa | In casa | In casa | In trasferta | In trasferta | In trasferta | In trasferta | In trasferta | In trasferta | Totale | Totale | Totale | Totale | Totale | Totale |
| Competizione           | %Vittorie | G       | V       | N       | P       | Pf      | Ps      | G            | V            | N            | P            | Pf           | Ps           | G      | V      | N      | P      | Pf     | Ps     |
| ---------------------- | --------- | ------- | ------- | ------- | ------- | ------- | ------- | ------------ | ------------ | ------------ | ------------ | ------------ | ------------ | ------ | ------ | ------ | ------ | ------ | ------ |
| LNFA Stagione regolare | 1.000     | 1       | 1       | 0       | 0       | 28      | 0       | 4            | 4            | 0            | 0            | 129          | 70           | 5      | 5      | 0      | 0      | 157    | 70     |
| Totale                 | 1.000     | 1       | 1       | 0       | 0       | 28      | 0       | 4            | 4            | 0            | 0            | 129          | 70           | 5      | 5      | 0      | 0      | 157    | 70     |

## Femminile

### LNFA Femenina 7×7 2020

#### Stagione regolare
| 19 gennaio 2020, ore 17:00 1ª giornata | Osos de Rivas | 6 – 52 | Las Rozas Black Demons |  |

| Las Rozas de Madrid 1º febbraio 2020, ore 13:00 2ª giornata | Las Rozas Black Demons | 63 – 0 | Gijón Mariners | Campo de Rugby El Cantizal |

| 16 febbraio 2020, ore 12:00 4ª giornata | Las Rozas Black Demons | 76 – 2 | CDE Berserkers |  |

| Las Rozas de Madrid 1º marzo 2020, ore 17:00 5ª giornata | Las Rozas Black Demons | 46 – 19 | Osos de Rivas | Campo de Rugby El Cantizal |

### Statistiche di squadra
| Competizione             | %Vittorie | In casa | In casa | In casa | In casa | In casa | In casa | In trasferta | In trasferta | In trasferta | In trasferta | In trasferta | In trasferta | Totale | Totale | Totale | Totale | Totale | Totale |
| Competizione             | %Vittorie | G       | V       | N       | P       | Pf      | Ps      | G            | V            | N            | P            | Pf           | Ps           | G      | V      | N      | P      | Pf     | Ps     |
| ------------------------ | --------- | ------- | ------- | ------- | ------- | ------- | ------- | ------------ | ------------ | ------------ | ------------ | ------------ | ------------ | ------ | ------ | ------ | ------ | ------ | ------ |
| LNFAF7 Stagione regolare | 1.000     | 3       | 3       | 0       | 0       | 115     | 21      | 1            | 1            | 0            | 0            | 52           | 6            | 4      | 4      | 0      | 0      | 237    | 27     |
| Totale                   | 1.000     | 3       | 3       | 0       | 0       | 115     | 21      | 1            | 1            | 0            | 0            | 52           | 6            | 4      | 4      | 0      | 0      | 237    | 27     |